# Rosa arco iris

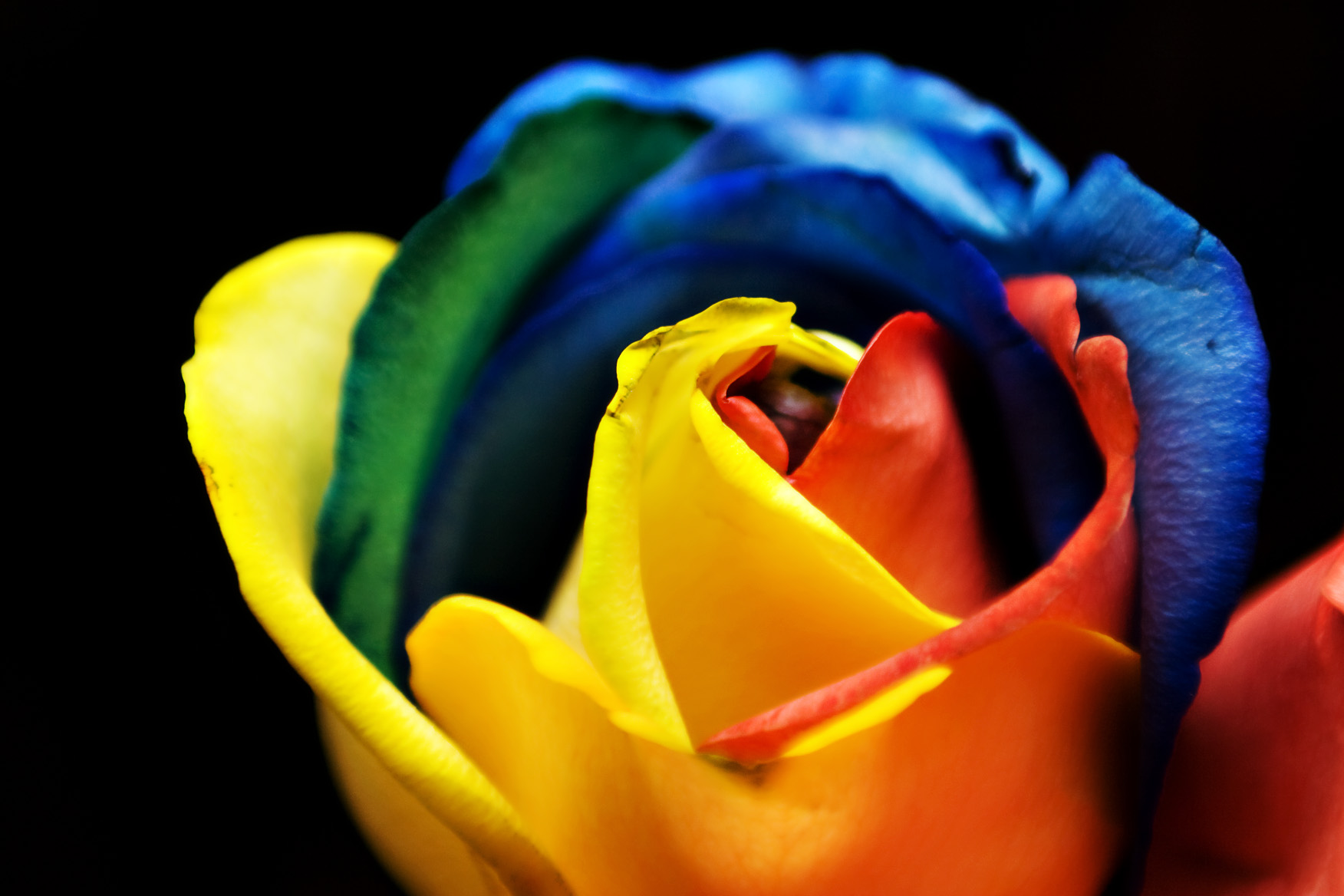
Una rosa arcoíris con pétalos con varios colores espectrales.

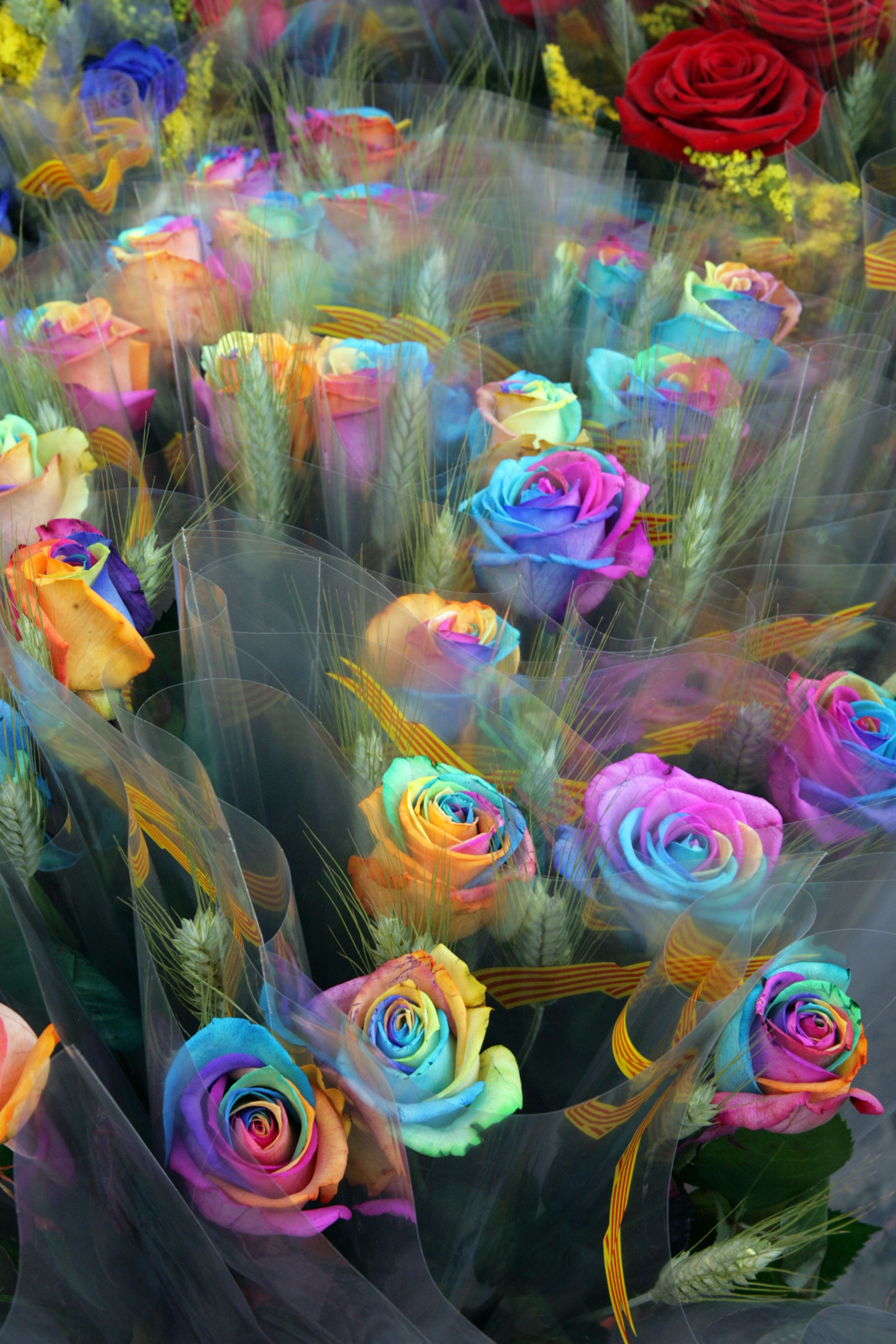
Rosas arcos iris para venta

La rosa arco iris es una rosa cuyos pétalos han sido pintados artificialmente. El método aprovecha los procesos naturales de la rosa, ya que se basa en la subida por el tallo del agua por capilaridad. Al dividir el tallo en varias secciones, e introduciendo cada sección en un recipiente con agua teñida, se consigue el policromatismo de la rosa. Estos cambios hacen que la rosa no pueda vivir mucho tiempo desde que fue coloreada.
Además otras flores como el crisantemo, el clavel, la hydrangea, y algunas especies de orquídeas también pueden ser coloreadas utilizando el mismo método.

## Historia
El proceso es conocido desde hace más de mil años.  Varias compañías han patentado el proceso y que lo han logrado. no obstante serán los tribunales los que decidan si el proceso puede ser patentado.

## Combinaciones de color
La rosa arcoíris original tiene los 7 colores del arcoíris y es la rosa más popular en esta categoría. Aun así hay también la variantetropical con combinaciones de rosa/rojo y amarillo, y la variante de océano con combinaciones de verdes y azules. Son también posibles otras combinaciones de color, aunque las combinaciones blancas y negras son imposibles de hacer.